# Meshgin Shahr (shahrestan)
Meshgin Shahr (persiska: مشگین‌شهر), även skrivet Meshginshahr, formellt Shahrestan-e Meshgin Shahr (شهرستان مشگین‌شهر), är en delprovins (shahrestan) i Iran. Den ligger i provinsen Ardabil, i den nordvästra delen av landet. Administrativt centrum är staden Meshgin Shahr.
Delprovinsen hade 149 941 invånare 2016.